# Niğde (Provinz)
Niğde ist eine kleine, ländliche Provinz der Türkei in Zentralanatolien am südlichen Rand von Kappadokien. Ihre Hauptstadt ist das gleichnamige Niğde. Vom Zentrum der Landeshauptstadt Ankara bis zu Provinzhauptstadt Niğde sind es etwa 270 Kilometer Luftlinie in südöstlicher Richtung, die kürzeste Straßenverbindung beträgt nach Ankara-Yenimahalle 343 Kilometer.
Die Bevölkerungsdichte beträgt 50 Einwohner pro Quadratkilometer. Das Kfz-Kennzeichen trägt die Nummer 51.

## Geographie
Niğde ist von drei Seiten vom Taurusgebirge mit dem Hasan Dağı (Berg Hasan) und dem Fluss Melendiz Çayı umgeben. Im Westen liegt die Ebene von Emen (Stadt im Kreis Beyşehir in der Provinz Konya), die sich in die weite Ebene von Konya öffnet. Fruchtbare vulkanische Böden sind Grundlage einer ertragreichen Landwirtschaft. Es werden vor allem Äpfel und Kartoffeln angebaut.
Auf Grund der Höhenlage und der Berge hat die Provinz ein trockenes und kaltes Klima mit Schnee und kalten Nordwinden im Winter, praktisch ohne Niederschläge im Sommer.
Statistisch wird Niğde mit sieben weiteren Provinzen zur zentralanatolischen Region (TR7, Orta Anadolu Bölgesi) gerechnet. Sie belegt dort beim Ranking immer den 5. Platz: 7,99 Prozent der Regionsfläche, 8,86 Prozent der Bevölkerung (Stand: Ende 2020) sowie bei der Bevölkerungsdichte (50,0 ÷ 45,1 Einwohner je Quadratkilometer). Niğde grenzt an die Provinzen Kayseri im Osten, Adana im Südosten, Mersin im Süden, Konya im Westen, Aksaray im Nordwesten und Nevşehir im Norden.

## Verwaltungsgliederung
Die Provinz ist in sechs Landkreise (İlçe) gegliedert:
| Kreis- code 1    | Landkreis        | Fläche 2 (km²) | Bevölkerung (2020) 3 | Bevölkerung (2020) 3       | Anzahl der Einheiten   | Anzahl der Einheiten  | Anzahl der Einheiten | Dichte (Ew./km²) | städt. Anteil (in %) | Sex Ratio 4 | Grün- dungs- da- tum 5, 6 |
| Kreis- code 1    | Landkreis        | Fläche 2 (km²) | Landkreis (İlçe)     | Verwal- tungssitz (Merkez) | Gemein- den (Belediye) | Stadt- viertel (Mah.) | Dörfer (Köy)         | Dichte (Ew./km²) | städt. Anteil (in %) | Sex Ratio 4 | Grün- dungs- da- tum 5, 6 |
| ---------------- | ---------------- | -------------- | -------------------- | -------------------------- | ---------------------- | --------------------- | -------------------- | ---------------- | -------------------- | ----------- | ------------------------- |
| 1876             | Altunhisar       | 552            | 12.427               | 3.197                      | 3                      | 11                    | 6                    | 22,5             | 63,57                | 1000        | 1990                      |
| 1201             | Bor              | 1.522          | 60.233               | 41.116                     | 4                      | 32                    | 23                   | 39,6             | 84,45                | 1014        |                           |
| 1225             | Çamardı          | 1.163          | 12.334               | 3.586                      | 1                      | 4                     | 21                   | 10,6             | 29,07                | 1038        | 1948                      |
| 1904             | Çiftlik          | 400            | 26.863               | 4.652                      | 4                      | 15                    | 9                    | 67,2             | 62,65                | 1990        |                           |
| 1544             | Merkez (Niğde)   | 2.223          | 230.776              | 161.110                    | 16                     | 69                    | 34                   | 103,8            | 90,21                | 993         |                           |
| 1700             | Ulukışla         | 1.375          | 19.438               | 5.927                      | 1                      | 8                     | 38                   | 14,1             | 30,49                | 977         |                           |
| 51 PROVINZ Niğde | 51 PROVINZ Niğde | 7.235          | 362.071              |                            | 29                     | 139                   | 131                  | 50,0             | 60,65                | 993         |                           |

### Gemeinden
Von den 29 Belediyes der Provinz sind sechs Kreisstädte (İlçe Merkez). Nachfolgende Tabelle listet jene 23 Gemeinden, die kein Kreissitz sind (vgl. Tabelle „Verwaltungsgliederung“, Spalte Merkez):
| Belediye    | Landkreis     | Einwohnerzahl 2020 |
| ----------- | ------------- | ------------------ |
| Yeşilgölcük | Merkez        | 5.476              |
| Kiledere    | Merkez        | 5.410              |
| Kemerhisar  | Bor           | 5.156              |
| Edikli      | Merkez        | 4.910              |
| Bozköy      | Çiftlik       | 4.225              |
| Divarlı     | Çiftlik       | 4.176              |
| Azatlı      | Çiftlik       | 3.778              |
| Sazlıca     | Merkez        | 3.663              |
| Karaatlı    | Merkez        | 3.286              |
| Alay        | Merkez        | 3.238              |
| Konaklı     | Merkez        | 3.112              |
| Karakapı    | Altunhisar000 | 2.688              |

| Belediye     | Landkreis     | Einwohnerzahl 2018 |
| ------------ | ------------- | ------------------ |
| Gümüşler     | Merkez        | 2.663              |
| Orhanlı      | Merkez        | 2.629              |
| Dündarlı     | Merkez        | 2.509              |
| Çukurkuyu    | Bor           | 2.341              |
| Bahçeli      | Bor           | 2.260              |
| Bağlama      | Merkez        | 2.213              |
| Aktaş        | Merkez        | 2.154              |
| Yıldıztepe   | Merkez        | 2.054              |
| Keçikalesi   | Altunhisar000 | 2.015              |
| Hacıabdullah | Merkez        | 1.953              |
| Değirmenli   | Merkez        | 1.796              |

Im Jahr 2013 verloren 23 von ursprünglich 52 Belediye ihren Status und wurden wieder zum Dorf heruntergestuft. Einzelheiten siehe bei den jeweiligen Kreisen. Den größten Einwohnerverlust seit 2018 verzeichneten Keçikalesi (1.254 Einwohner oder −62,2 Prozent) und Karakapı (1.278 Einwohner oder −57,5 Prozent) im Kreis Altunhisar. Hingegen konnte sich die Belediye Gümüşler in den letzten zwei Jahren um 515 Einwohner (+19,34 Prozent) vergrößern.

### Dörfer
In der Provinz gibt es 191 Dörfer, die meisten im Kreis Ulukışla (38), die wenigsten im Kreis Altunhisar (6). Jedes Dorf wird von durchschnittlich 525 Menschen bewohnt, im Kreis beträgt dieser Durchschnitt 1.115, im Kreis Bor nur 407 Einwohner. Das kleinste Dorf liegt im Kreis Ulukışla (Tabaklı, 13 Einwohner), das größte im zentralen Landkreis. 50 Dörfer haben mehr Einwohner als der Provinzdurchschnitt, 18 Dörfer haben mehr als 1000 Einwohner sowie 12 unter 100 Einwohner.
Die größten Dörfer sind:
| Köy      | Landkreis     | Einwohnerzahl 2020 |
| -------- | ------------- | ------------------ |
| Ağcaşar  | Merkez        | 2.526              |
| Kömürcü  | Merkez        | 2.425              |
| Kula     | Çiftlik       | 2.307              |
| Çardak   | Çiftlik       | 1.752              |
| Kılan    | Ulukışla      | 1.559              |
| Yakacık  | Altunhisar000 | 1535               |
| Darboğaz | Ulukışla      | 1.532              |
| Şeyhler  | Çiftlik       | 1.407              |
| Burç     | Çamardı       | 1.222              |

| Dorf      | Landkreis  | Einwohnerzahl 2020 |
| --------- | ---------- | ------------------ |
| Çayırlı   | Merkez     | 1.212              |
| Kitreli   | Çiftlik    | 1.171              |
| Ovalıbağ  | Çiftlik000 | 1.133              |
| Obruk     | Bor        | 1.129              |
| Kızılca   | Bor        | 1.121              |
| Bademdere | Çamardı    | 1.103              |
| Çavdarlı  | Merkez     | 1.083              |
| Kayırlı   | Merkez     | 1.036              |
| Gösterli  | Merkez     | 1.026              |

Zuletzt waren die Dörfer in Bucaks zusammengefasst, in der Provinz Niğde waren dies neun: jeweils nur der zentrale Bucak rund um die Kreisstadt für die Kreise Altunhisar, Çamardı und Çiftlik sowie jeweils zwei für die anderen drei Kreise. Die Bucaks wurden im Jahr 2017 aufgelöst.

## Bevölkerung

### Ergebnisse der Bevölkerungsfortschreibung
Nachfolgende Tabelle zeigt die jährliche Bevölkerungsentwicklung nach der Fortschreibung durch das 2007 eingeführte adressierbare Einwohnerregister (ADNKS). Zusätzlich sind die Bevölkerungswachstumsrate und das Geschlechterverhältnis (Sex Ratio, das heißt Anzahl der Frauen pro 1000 Männer) aufgeführt. Der Zensus von 2011 ermittelte 337.456 Einwohner, das sind über 10.000 Einwohner weniger als zum Zensus 2000.

| Jahr | Bevölkerung am Jahresende | Bevölkerung am Jahresende | Bevölkerung am Jahresende | Wachstums- rate der Be- völkerung (in %) | Geschlechter verhältnis (Frauen auf 1000 Männer) | Rang (unter den 81 Provinzen) |
| Jahr | gesamt                    | männlich                  | weiblich                  | Wachstums- rate der Be- völkerung (in %) | Geschlechter verhältnis (Frauen auf 1000 Männer) | Rang (unter den 81 Provinzen) |
| ---- | ------------------------- | ------------------------- | ------------------------- | ---------------------------------------- | ------------------------------------------------ | ----------------------------- |
| 2020 | 362.071                   | 181.692                   | 180.379                   | −0,22                                    | 993                                              | 53                            |
| 2019 | 362.861                   | 182.177                   | 180.684                   | −0,51                                    | 992                                              | 53                            |
| 2018 | 364.707                   | 183.109                   | 181.598                   | 3,40                                     | 992                                              | 53                            |
| 2017 | 352.727                   | 176.194                   | 176.533                   | 0,36                                     | 1002                                             | 54                            |
| 2016 | 351.468                   | 175.571                   | 175.897                   | 1,55                                     | 1002                                             | 54                            |
| 2015 | 346.114                   | 172.643                   | 173.471                   | 0,64                                     | 1005                                             | 54                            |
| 2014 | 343.898                   | 171.934                   | 171.964                   | 0,07                                     | 1000                                             | 53                            |
| 2013 | 343.658                   | 171.750                   | 171.908                   | 1,00                                     | 1001                                             | 53                            |
| 2012 | 340.270                   | 170.075                   | 170.195                   | 0,80                                     | 1001                                             | 54                            |
| 2011 | 337.553                   | 168.125                   | 169.428                   | −0,11                                    | 1008                                             | 54                            |
| 2010 | 337.931                   | 167.551                   | 170.380                   | −0,59                                    | 1017                                             | 53                            |
| 2009 | 339.921                   | 169.704                   | 170.217                   | 0,44                                     | 1003                                             | 51                            |
| 2008 | 338.447                   | 169.377                   | 169.070                   | 2,04                                     | 998                                              | 51                            |
| 2007 | 331.677                   | 164.745                   | 166.932                   | −                                        | 1013                                             | 53                            |
| 2000 | 348.081                   | 172.367                   | 175.714                   |                                          | 1019                                             | 55                            |

### Volkszählungsergebnisse
Nachfolgende Tabellen geben den bei den 14 Volkszählungen dokumentierten Einwohnerstand der Provinz Niğde wieder.
Die Werte der linken Tabelle sind E-Books der Originaldokumente entnommen, die Werte der rechten Tabelle entstammen der Datenabfrage des Türkischen Statistikinstituts TÜIK – abrufbar über diese Webseite:
| Jahr | Bevölkerung | Bevölkerung | Rang |
| Jahr | Provinz     | Türkei      | Rang |
| ---- | ----------- | ----------- | ---- |
| 1927 | 166.056     | 13.648.270  | 39   |
| 1935 | 247.376     | 16.158.018  | 32   |
| 1940 | 275.443     | 17.820.950  | 30   |
| 1945 | 296.584     | 18.790.174  | 26   |
| 1950 | 331.470     | 20.947.188  | 26   |
| 1955 | 284.563     | 24.064.763  | 39   |
| 1960 | 322.917     | 27.754.820  | 39   |

| Jahr | Bevölkerung | Bevölkerung | Rang |
| Jahr | Provinz     | Türkei      | Rang |
| ---- | ----------- | ----------- | ---- |
| 1965 | 362.444     | 31.391.421  | 38   |
| 1970 | 408.441     | 35.605.176  | 37   |
| 1975 | 463.121     | 40.347.719  | 37   |
| 1980 | 512.071     | 44.736.957  | 34   |
| 1985 | 560.386     | 50.664.458  | 34   |
| 1990 | 305.861     | 56.473.035  | 56   |
| 2000 | 348.081     | 67.803.927  | 55   |

Anzahl der Provinzen bezogen auf die Zensusjahre:
- 1927, 1940 bis 1950: 63 Provinzen
- 1935: 57 Provinzen
- 1955: 67 Provinzen
- 1960 bis 1985: 73 Provinzen
- 1990: 73 Provinzen
- 2000: 81 Provinzen

## Geschichte
Das Gebiet wird seit der Jungsteinzeit 8000–5500 v. Chr. bewohnt, wie Ausgrabungen von Grabhügeln im Bezirk Bor und Zinnminen im Bezirk Çamardı-Keste beweisen. Später siedelten dort die Hethiter für etwa 1000 Jahre bis 800 v. Chr.
Der Name Niğde entwickelte sich vom antiken Nakita oder Nahita und wurde zum ersten Mal als na-hi-ti-ia in einer luwischen Inschrift des Königs Saruanis erwähnt, die in Andaval gefunden wurde. Danach kamen die Assyrer und Phryger, Griechen, Perser, Alexander der Große und die Römer, die beim heutigen Kemerhisar die Stadt Tyana mit ihren Palästen und Brunnen bauten.
Die römische Herrschaft beziehungsweise das Byzantinische Reich dauerte bis zur Eroberung durch die Seldschuken 1166. Bis zum Anfang des 13. Jahrhunderts war Niğde eine der größten Städte in Anatolien, eine beeindruckende Zahl von Moscheen und Gräbern stammen aus dieser Zeit. Das Gebiet gehörte seit 1471 zum Osmanischen Reich und ab 1923 zur Türkischen Republik.

## Wirtschaft
Niğde profitiert von der üppigen Landwirtschaft (besonders die Äpfel sind berühmt) und seiner Lage zwischen den wohlhabenden Provinzen Konya in Zentralanatolien und Adana am Mittelmeer. Die Touristenattraktionen von Kappadokien und die Flughäfen Kayseri und Nevşehir sind in der Nähe.
Wie Äpfel sind auch Kartoffeln, Kohl, Getreide und Rote Bete wichtige Agrargüter. Es gibt auch Milch- und Fleischwirtschaft sowie Bienenhaltung und immer mehr Fischfarmen.

## Verkehr
Nördlich von Niğde beginnt die Autobahn O.21, die dreispurig in südlicher Richtung bis nach Tarsus ans Mittelmeer führt. Die Strecke nach Norden bis Ankara ist in Planung beziehungsweise im Bau. Die Europastraße E 90 folgt dieser Autobahn.
Ansonsten wird der Landkreis noch von folgenden Fernstraßen durchzogen. Teilweise ist Niğde der Endpunkt einiger Fernstraßen:
- Die Fernstraße D765 führt von Inebolu am Schwarzen Meer führt 512 Kilometer südwärts bis nach Niğde.
- Die Fernstraße D750 führt von Zonguldak am Schwarzen Meer südwärts bis nach Tarsus am Mittelmeer.
- Ein Teilstück der Fernstraße D330 endet von Bodrum an der Ägäis kommend (ostwärts) in Niğde.
- Die Fernstraße D805 endet nach 367 Kilometern aus dem Norden (Zile, Provinz Tokat) kommend in Ulukışla bei Niğde.

Niğde ist Eisenbahnstation an der Strecke, die von Kayseri südwärts bis Ulukışla führt und dort auf die Strecke Karaman–Adana trifft.

## Sehenswürdigkeiten
Die Berge Aladağ und Bolkar im Taurusgebirge sind bekannte Wintersportgebiete und beliebte Kletter- und Treckingreviere im Sommer. Der Aladağ hat eine der beliebtesten Kletterrouten, die man von den Dörfern Demirkazık und Çukurbağ in Çamardı erreicht. Der Bolkar hat eine sieben Kilometer lange Skipiste, einen Kratersee und ist bekannt für seine reiche Blütenpracht im Frühjahr.
In Niğde finden sich viele alte Kirchen, Moscheen und in die Felsen gebaute Untergrundstädte unter anderen Eski Gümüş, die antike Stadt Tyana und einige römische Wasserleitungen im Bezirk Bor. In der Hauptstadt steht das Archäologische Museum Niğde. Daneben gibt es warme Mineralquellen. Im Dorf Küçükköy, etwa acht Kilometer nordwestlich der Hauptstadt, liegt die Kirche von Küçükköy mit teilweise erhaltenen Fresken. Im Süden des Bezirks Altunhisar liegt der Siedlungshügel Kınık Höyük, der von der Bronzezeit bis ins Mittelalter besiedelt war und Reste einer Zitadelle aus späthethitischer Zeit birgt.